# Macrochia
Macrochia is een kevergeslacht uit de familie van de boktorren (Cerambycidae). De wetenschappelijke naam van het geslacht werd voor het eerst geldig gepubliceerd in 1903 door Jordan.

## Soorten
Macrochia is monotypisch en omvat slechts de volgende soort:
- Macrochia texata (Chevrolat, 1858)